# Garonne
A Garonne (katalánul Garona) folyó Spanyolország és Franciaország területén.

## Nevének eredete
A folyó latin neve Garumna, ami az óokcitán kar főnév, és a kelta -onna képző összeállásából származik, jelentése köves folyó.

## Földrajzi adatok
A Garonne Spanyolország területén, Katalónia autonóm közösségben, a Pireneusokban ered 1872 méter magasan. Majd északnyugatnak, később északkeletnek folyik Toulouse-ig, és újból északnyugatnak Bordeaux városáig, ahol beömlik a Gironde-ba. A Dordogne folyóval együtt képezik a Gironde-ot, amely a Vizcayai-öbölbe torkollik. A hossza 647 km, közepes vízhozama 631 m³ másodpercenként. A vízgyűjtő terület nagysága 55 846 km².
Leghosszabb része az Aquitaniai-medencén folyik keresztül.

## Megyék és városok a folyó mentén
- Val d’Aran (Spanyolország)
- Haute-Garonne : Saint-Gaudens, Muret, Toulouse
- Tarn-et-Garonne: Castelsarrasin
- Lot-et-Garonne: Agen, Marmande
- Gironde: Langon, Bordeaux, Blaye, Le Verdon-sur-Mer
- Charente-Maritime: Royan

Mellékfolyói a Tarn, Ourse, Neste, Salat, Pique, Ariège, Touch, Hers-Mort, Save, Arrats, Volp, Louge, Dropt, Gers, Arize, Baïse, Gat mort, Jalle de Blanquefort, Ciron, Gimone és a Lot.
A Garonne torkolatánál levő Gironde megye borospincéiben palackozzák a világ legdrágább borait.
Óceánjáró hajókkal Bordeaux-ig (35 km) hajózható. A Canal du Midi csatornán keresztül össze van kötve a Földközi-tengerrel.